# Oskar Lafontaine

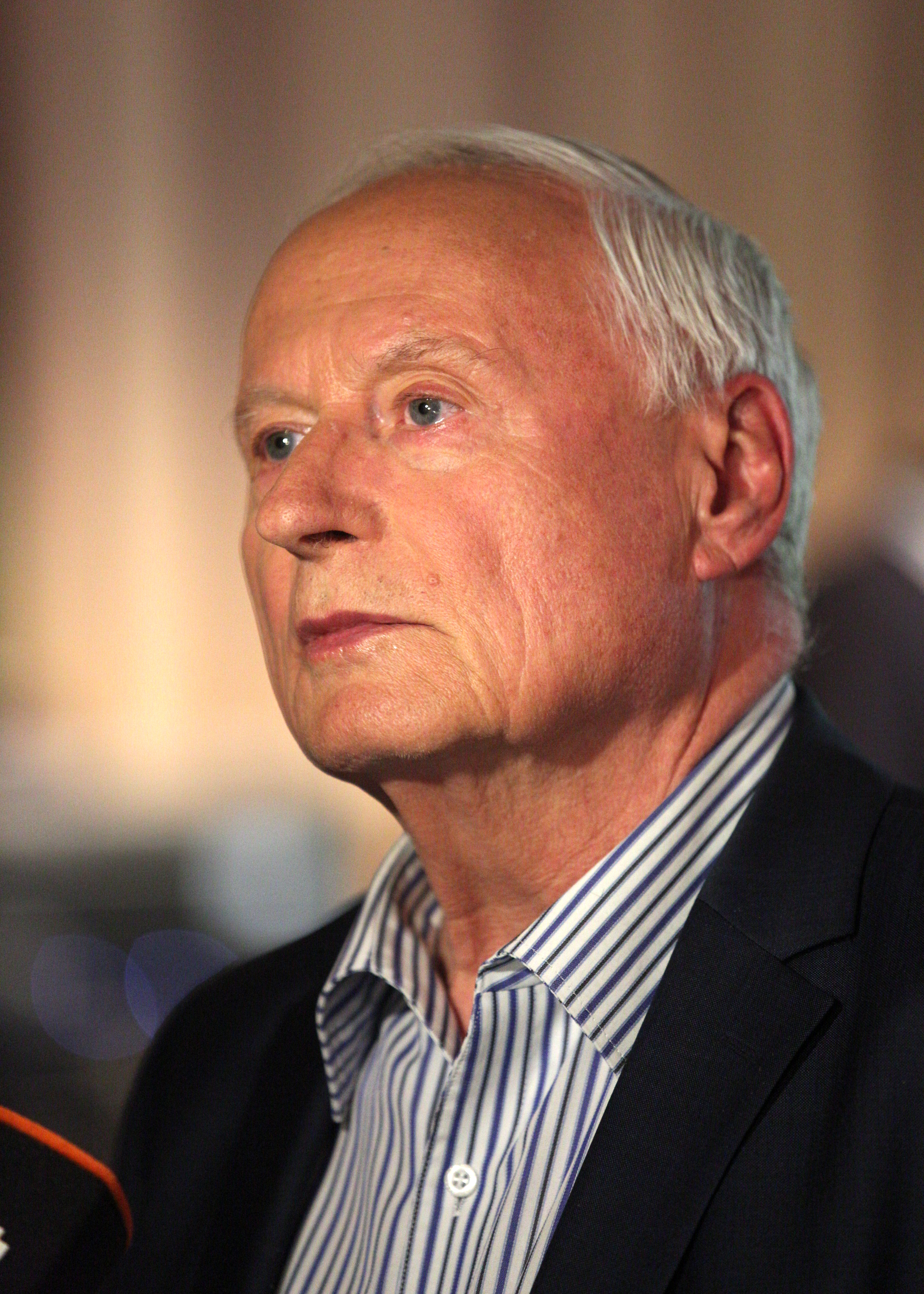
Oskar Lafontaine, 2017

Oskar Lafontaine [ˌʔɔs.kʰaɐ̯ 'la.fɔn.tʰɛːn] (* 16. September 1943 in Saarlautern, heute Saarlouis) ist ein deutscher Publizist und Politiker (BSW, zuvor Die Linke, WASG und SPD).
Von 1985 bis 1998 war er Ministerpräsident des Saarlandes. Er war Kanzlerkandidat der SPD für die Bundestagswahl am 2. Dezember 1990 (kurz nach der Wiedervereinigung) und von 1995 bis 1999 SPD-Vorsitzender. Nach der Bundestagswahl im September 1998 – Gerhard Schröder wurde Bundeskanzler – übernahm er im Kabinett Schröder I das Bundesministerium der Finanzen. Im März 1999 legte er überraschend alle politischen Ämter nieder, auch sein Bundestagsmandat. Fortan trat er als Kritiker des rot-grünen Regierungskurses auf, während Schröder als Kanzler zugleich den SPD-Vorsitz übernahm.
Im Jahr 2005 wechselte Lafontaine von der SPD zur neu gegründeten Wahlalternative Arbeit & soziale Gerechtigkeit (WASG). Diese ging durch seine Initiative im Juni des Jahres ein Wahlbündnis mit der PDS ein, die sich dafür in Die Linkspartei.PDS umbenannte. Von 2005 bis 2009 war Lafontaine mit Gregor Gysi Fraktionsvorsitzender der Linksfraktion im Deutschen Bundestag. Vom 16. Juni 2007 bis zum 15. Mai 2010 war er neben Lothar Bisky Parteivorsitzender der durch Verschmelzung des Wahlbündnisses neugebildeten Partei Die Linke. Von beiden politischen Ämtern zog er sich aus gesundheitlichen Gründen zurück, wurde jedoch nach Genesung auf Landesebene wieder politisch aktiv.
Nach der Landtagswahl im Saarland 2009, bei der Die Linke mehr als 20 % der Stimmen erhielt und damit erstmals in den Landtag einzog, wurde Lafontaine Fraktionsvorsitzender seiner Partei im Saarländischen Landtag. Dieses Amt übte er bis 2022 aus. Von Mai 2012 bis 2022 war er auch Oppositionsführer. Er versuchte mehrfach erfolglos, die SPD zu einem Bündnis auf Landesebene zu bewegen. Bei der Landtagswahl im Saarland 2022 kandidierte er nicht mehr für den Landtag. Am 17. März 2022 gab er seinen Austritt aus der Linkspartei bekannt. Anfang 2024 trat er dem Bündnis Sahra Wagenknecht bei.

## Herkunft, Studium, erste Berufstätigkeit und Privatleben

### Familie
Lafontaines Eltern waren die Sekretärin Katharina Lafontaine, geb. Ferner (1915–2006), und der gelernte Bäcker Hans Lafontaine (1916–1945). In Überherrn, woher der Vater stammte, war der Name Lafontaine häufig. Bei Oskars Geburt war sein Vater, der 1938 zum Militär eingezogen worden war, an seinem Truppenstützpunkt im besetzten Nordfrankreich. Er erhielt zur Taufe am 26. September Sonderurlaub, musste aber nach wenigen Tagen wieder zurück. Oskar Lafontaine hat einen Zwillingsbruder, der eine Viertelstunde vor ihm geboren wurde und als Erstgeborener nach dem Vater benannt wurde, während er selbst den Vornamen des im Krieg gefallenen Bruders der Mutter erhielt. Katharina Lafontaine lebte mit ihren beiden Söhnen, ihrer Mutter und einer Schwester in ihrem Elternhaus in Dillingen-Pachten, bis der Ort im Dezember 1944 wegen der heranrückenden alliierten Truppen evakuiert wurde. Danach fanden sie Zuflucht in Pettstadt bei Bamberg. Als sie nach Kriegsende nach Pachten zurückkehrten, war der Ort, der unmittelbar am Westwall lag, zu 60 % zerstört, darunter auch das Elternhaus, das sie wieder aufbauten. Vom Vater gab es keine Nachricht, und er galt jahrelang als vermisst, bis 1952 bekannt wurde, dass er im April 1945, also kurz vor Kriegsende, in Bad Brückenau (Bayern) gefallen war, möglicherweise auf dem Heimweg von seinem letzten Einsatzort Berlin nach Pettstadt, wo die Familie ihn erwartet hatte. Laut einer Meldung wurde sein Vater als Kradmelder auf dem Motorrad von einer Panzerspitze der US-Armee getötet.

### Schulzeit und Studium
Im Landkreis Saarlouis waren damals über 90 % der Einwohner katholisch, und Katharina Lafontaine war Mitglied der katholischen Gemeinde Pachten. Ihre Söhne wurden streng katholisch erzogen. Oskar fiel als sehr aufgeweckter Schüler auf. Nach der Grundschule kamen die Zwillinge auf Empfehlung des Pachtener Pfarrers in das Bischöfliche Konvikt in Prüm in der Eifel und besuchten das dortige Regino-Gymnasium. Für den neunjährigen Oskar war das Herausgerissenwerden aus der vertrauten Umgebung mit ihren vielfältigen Freiheiten und die Konfrontation mit den strengen Regeln des Klosters zunächst ein Schock, und die täglichen religiösen Rituale im Konvikt empfand er immer als Belastung. Im Gymnasium bekam er allerdings ohne große Anstrengung gute Noten, und das Konvikt bot Freizeitaktivitäten in den Bereichen Sport und Musik, wo Oskar sich als Mittelstürmer im Fußball und als Sänger besonders hervortat. Im gymnasialen Sportunterricht zeigte er besonderes Interesse am Boxen. Ein Jahr vor dem Abitur wurde er aus dem Konvikt ausgeschlossen und musste sich ein Zimmer in Prüm suchen, weil er mit Kameraden in einer Gaststätte Bier getrunken hatte.
Nach dem Abitur 1962 begann Oskar Lafontaine ein Studium der Physik in Bonn. Für den Studienort hatte er sich entschieden, weil er dort mit einem Schulfreund bei dessen Onkel wohnen konnte. Ab dem zweiten Semester erhielt er ein Begabten-Stipendium des bischöflichen Cusanuswerks, das mit vielfältigen Bildungsangeboten verbunden war. Das eigentliche Studium betrieb Lafontaine nach eigenen Angaben mit „minimalem Aufwand“; daneben las er viel, wobei Albert Camus und Jean-Paul Sartre seine Lieblingsautoren gewesen seien, und besuchte Vorlesungen in Philosophie und Staatsrecht. 1965 wechselte er an die Universität des Saarlandes in Saarbrücken, um mit Ingrid Bachert zusammen sein zu können, die er 1967 heiratete. Sein Studium schloss er 1969 als Diplomphysiker ab. Das Thema seiner Diplomarbeit war die Züchtung von Bariumtitanat-Einkristallen.
Bis 1974 war er in der Versorgungs- und Verkehrsgesellschaft Saarbrücken mbH tätig, ab 1971 als Mitglied der Geschäftsführung.

### Privates
Lafontaine war in erster Ehe (1967–1982) mit Ingrid Bachert verheiratet. Der zweiten Ehe (1982–1988) mit der Künstlerin Margret Müller entstammt ein Sohn (Frederic, * 1982). 1988 führte Lafontaine eine neun Monate lange Beziehung mit der Sängerin und Liedermacherin Bettina Wegner. Der dritten Ehe (1993–2013) mit Christa Müller entstammt ein weiterer Sohn (Carl-Maurice, * 1997). Am 12. November 2011 machte Lafontaine seine Beziehung zu Sahra Wagenknecht öffentlich, seit Juni 2012 lebt er mit ihr zusammen in Merzig (Saarland). Seine Ehe mit Christa Müller wurde im Februar 2013 geschieden, seit dem 22. Dezember 2014 ist er mit Wagenknecht verheiratet. Lafontaine hat drei Enkelkinder.
Lafontaines Zwillingsbruder Hans studierte in Saarbrücken Jura und wurde Rechtsanwalt. Er verstarb am 16. Juni 2025.

## Politischer Werdegang bis 1990

### Saarländischer Kommunal- und Landespolitiker

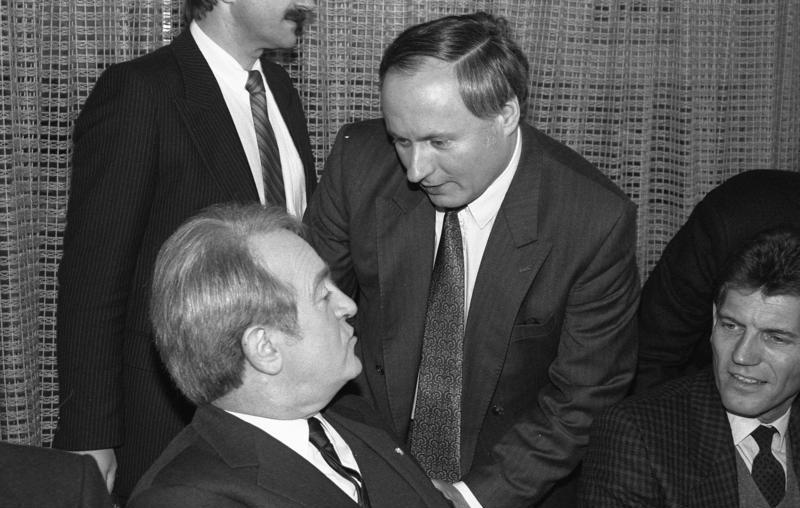
Bei einer Beratung von Ministerpräsidenten, 1986 mit Johannes Rau in Bonn

1966 trat Lafontaine in die SPD ein, was er später mit der Übereinstimmung von christlicher Nächstenliebe und sozialdemokratischer Solidarität begründete. Er wurde Vorsitzender der Jungsozialisten in Saarbrücken, wie er es gemeinsam mit seinem Stellvertreter und langjährigen parteiinternen Partner Reinhard Klimmt geplant hatte. Lafontaines politischer Schwerpunkt lag in der Kommunal- und Landespolitik, nicht in der Mitwirkung an den revolutionären Studentenprotesten dieser Zeit. Aufgrund seiner Ablehnung des Regierungskurses der SPD in der Großen Koalition stieß er 1968 vorübergehend auf das Interesse der SED-Reisekader, die aber schon im Jahr darauf Lafontaine deutlich kritischer beurteilten.
1968 wurde Lafontaine in den Landesvorstand der SPD Saarland gewählt. Von Mitte 1970 bis 1975 war er Landtagsabgeordneter. In der Landeshauptstadt Saarbrücken war Lafontaine von 1974 bis 1976 zuerst Bürgermeister, dann als Nachfolger des erkrankten und vorzeitig zurückgetretenen Fritz Schuster (CDU) bis 1985 Oberbürgermeister. 1977 übernahm er auch den Landesvorsitz der Saar-SPD, den er bis 1996 halten sollte.
Als Oberbürgermeister trieb Lafontaine den Ausbau des Öffentlichen Nah- zulasten des Individualverkehrs voran. Ein weiterer Schwerpunkt war die Ausgleichung des Stadthaushalts, die gegen Ende von Lafontaines Amtszeit auch gelang. Als bedeutender Meilenstein in der Saarbrücker Stadtgeschichte gilt die Umgestaltung der Umgebung des heruntergekommenen St. Johanner Marktes zu einer Fußgängerzone, die heute ein Zentrum der Stadt ist. Auch die Etablierung des Max-Ophüls-Festivals fällt in seine Amtszeit als Oberbürgermeister.
1980 trat Lafontaine als Kandidat für das Amt des Ministerpräsidenten an. Er führte seine Partei zur relativen Mehrheit, konnte die schwarz-gelbe Koalition unter Werner Zeyer jedoch noch nicht ablösen. Bei der Kommunal- und Europawahl 1984, dem ersten Test für die Landtagswahl im darauffolgenden Jahr, baute die saarländische SPD ihren Vorsprung gegenüber der Union aus, die auch aufgrund der unbewältigten Stahlkrise an Zustimmung verlor. Lafontaines ausgeprägte Profilierung als ökologischer Friedenspolitiker trug dazu bei, ein Erstarken der Grünen im Saarland zu verhindern. Im Wahlkampf zur Landtagswahl am 10. März 1985 kündigte er außerdem an, im Falle des Wahlsiegs den Umweltaktivisten Jo Leinen zum Umweltminister zu ernennen. Bei dieser Wahl erhielt die SPD 49,2 % (CDU 37,3; FDP 10,0) der Wählerstimmen und damit 26 der 51 Sitze im Landtag. Lafontaine wurde am 9. April zum ersten sozialdemokratischen Ministerpräsidenten des Saarlands gewählt.
Auch die Wahl am 28. Januar 1990 (SPD 54,4 %; CDU 33,4; FDP 5,6) und die Wahl im Oktober 1994 führten zu absoluten Mehrheiten der SPD im Landtag.
In seiner Regierungserklärung vom 24. April 1985 benannte Lafontaine die Rückführung der auf rund 15 % gestiegenen Arbeitslosigkeit, die Überwindung der schlechten Haushaltslage des Landes sowie die Lösung der Stahlkrise als Schwerpunkte. Auch um Finanzmittel zur industriellen Umstrukturierung des Landes zu erhalten, legte das Saarland eine Klage beim Bundesverfassungsgericht gegen den Länderfinanzausgleich ein. Das Gericht erkannte die Haushaltsnotlage des Saarlandes an; die damit zugesprochenen Finanzmittel sowie Schuldenerlasse der Banken führten zu einer kurzfristigen Linderung der Haushaltsnot. Nachdem das Saarland 1986 eine Mehrheit der Anteile am Unternehmen ARBED Saarstahl übernahm und die Unternehmensstrukturen konsolidiert wurden, kam es zu weiteren Entlassungen und Frühpensionierungen; diese wurden sozialverträglicher gestaltet als unter der Vorgängerregierung. Die Restrukturierungen und die in der zweiten Hälfte der 1980er-Jahre anziehende Stahlkonjunktur sorgten für einen Teilerfolg des Konzepts.
Als eine der ersten Amtshandlungen hob die neue Landesregierung den Radikalenerlass von 1972 auf, womit das Saarland zum ersten Bundesland ohne diese Regelung wurde. Durch persönlich gute Beziehungen zu Erich Honecker erreichte Oskar Lafontaine einen spürbaren Auftragseingang aus der DDR für saarländische Produkte. Lafontaine sprach sich 1985 für eine Anerkennung der Staatsbürgerschaft der DDR aus, wofür er im SPD-Vorstand keine Zustimmung und einige Kritik erfuhr. Auch beendete das Saarland 1985 als einziges Bundesland Zahlungen an die bis dahin von allen Bundesländern gemeinsam getragene Zentrale Erfassungsstelle der Landesjustizverwaltungen, die Menschenrechtsverletzungen in der DDR dokumentierte.
Die Schullandschaft des Saarlandes änderte sich durch die Einführung und Anerkennung von Gesamtschulen als Regelschulen sowie durch die Schließung zahlreicher kleinerer Schulen. Außerdem wurde der Unterricht um die Möglichkeit erweitert, dass soziale Organisationen an den Schulen informieren dürfen. Allgemein galten diese Anstrengungen einer Neubewertung und Aufwertung der Friedenserziehung.

### Wirken in der Friedens- und Umweltbewegung

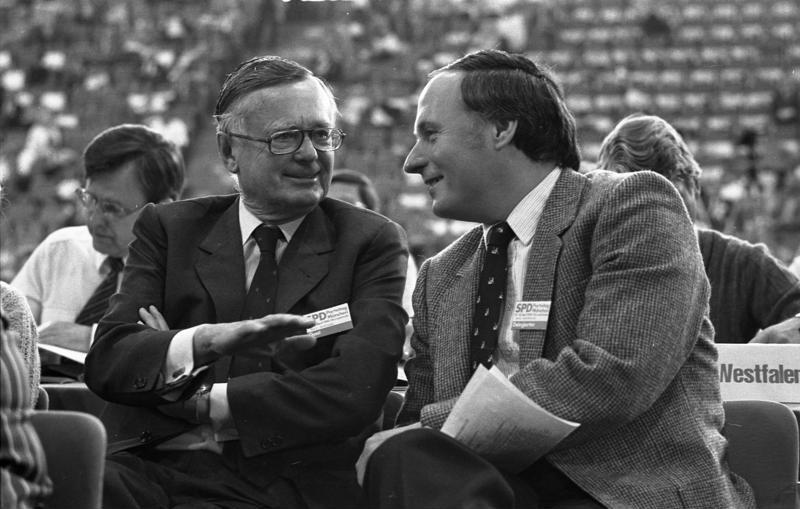
Lafontaine mit Karl Schiller, SPD-Parteitag im April 1982

1979 bezog Lafontaine im Kontext der wachsenden westeuropäischen Friedensbewegung Position gegen den bislang von der sozialliberalen Koalition befürworteten NATO-Doppelbeschluss. Er sah die darin angekündigte Raketenaufstellung beim Scheitern von Verhandlungen nicht als Nach-, sondern Aufrüstung an und forderte für diesen Fall den Austritt der Bundesrepublik Deutschland aus der NATO. Damit wurde er neben Erhard Eppler zum Wortführer der innerparteilichen Gegner des Doppelbeschlusses. Diese gewannen im Lauf des Jahres 1982 eine Mehrheit innerhalb der SPD-Basis. Dies trug ausschlaggebend zum Ende der sozialliberalen Koalition bei, so dass Bundeskanzler Helmut Schmidt sein Amt am 1. Oktober 1982 durch ein konstruktives Misstrauensvotum im Bundestag an Helmut Kohl verlor. Lafontaine zog sich im Zuge der Auseinandersetzung um die Haltung der SPD zum Doppelbeschluss die lebenslange Abneigung Schmidts wegen eines Stern-Interviews 1982 zu, in welchem er äußerte, mit den vom Kanzler gelobten Sekundärtugenden Pflichtgefühl, Berechenbarkeit, Machbarkeit und Standhaftigkeit könne man „auch ein KZ betreiben“.
Lafontaine nahm am 1. September 1983 mit Tausenden Aufrüstungsgegnern, darunter weiteren Prominenten, an einer dreitägigen Sitzblockade vor dem US-Militärdepot auf der Mutlanger Heide teil, das als Stationierungsort von Pershing-II-Raketen vorgesehen war. Er veröffentlichte seine Ansichten zur Verteidigungspolitik 1983 in dem Buch Angst vor den Freunden. Die Atomwaffenstrategie der Supermächte zerstört die Bündnisse.

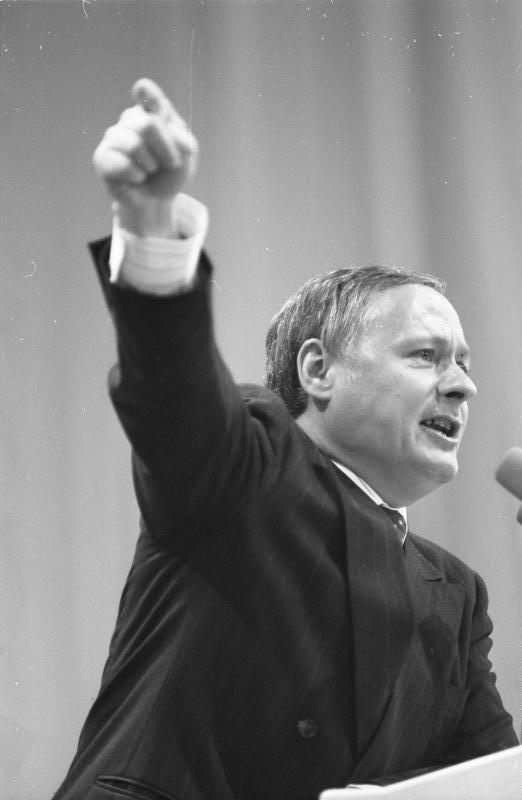
Lafontaine 1988 auf dem SPD-Parteitag in Münster

Lafontaine profilierte sich in dieser Zeit auch als Vertreter eines ökologischen Sozialismus. Das Buch Der andere Fortschritt (1985) enthält seine Gedanken zur Verbindung der Selbstverantwortung in der Arbeit mit der Zukunft von Umwelt und Wirtschaft. Der Fortschritt sei nur dann zu erreichen, wenn der „Kampf gegen die Ausbeutung des Menschen“ mit dem „Kampf gegen die Ausbeutung der Natur“ verbunden werde, also die soziale mit der ökologischen Frage. Er legt dar, dass ein Fortschritt auch ohne Wachstum erreicht werden könne und erläutert die Schritte auf diesem für ihn notwendigen Weg. Dabei kritisiert er auch die bisherige Wachstums- und Umweltpolitik der SPD und führt die Umweltzerstörung auf eine Entfremdung des Menschen von der Natur durch seine abnehmende Selbstbestimmung im Arbeitsleben zurück. Politisch zieht er die Konsequenz, dass es zu einer Zusammenarbeit zwischen SPD und Grünen kommen und auf die Kernenergie verzichtet werden müsse.

### Programm-Autor im SPD-Parteivorstand
1987 schlug Willy Brandt Lafontaine als seinen Nachfolger im Amt des SPD-Parteivorsitzenden vor, um einen Generationenwechsel herbeizuführen. Doch dieser lehnte zunächst ab. Nach Brandts Rücktritt vom Parteivorsitz wurde er als Vertreter der Parteilinken neben Johannes Rau zum Stellvertreter des neugewählten Bundesvorsitzenden der SPD Hans-Jochen Vogel gewählt.
Zudem übernahm Lafontaine die Leitung der Kommission, die das neue Grundsatzprogramm der SPD ausarbeiten sollte. Es wurde als Berliner Programm auf dem Berliner Parteitag im Dezember 1989 verabschiedet und verpflichtete die Partei zu internationaler Zusammenarbeit für Abrüstung, Gleichstellung der Frau in Beruf und Gesellschaft, ökologischer Modernisierung der Wirtschaft und Strukturreform der sozialen Sicherungssysteme. In diesem Zusammenhang trat Lafontaine damals auch für Arbeitszeitverkürzungen ohne vollen Lohnausgleich im Einvernehmen mit Betriebsräten und Belegschaften ein sowie für eine offenere Haltung zur Wochenendarbeit und längeren Maschinenlaufzeiten. Dies brachte ihn in einen Gegensatz zu den westdeutschen Gewerkschaftsverbänden. Seitdem galt er dort als „Modernisierer“.

### Haltung zur Wiedervereinigung im Herbst 1989

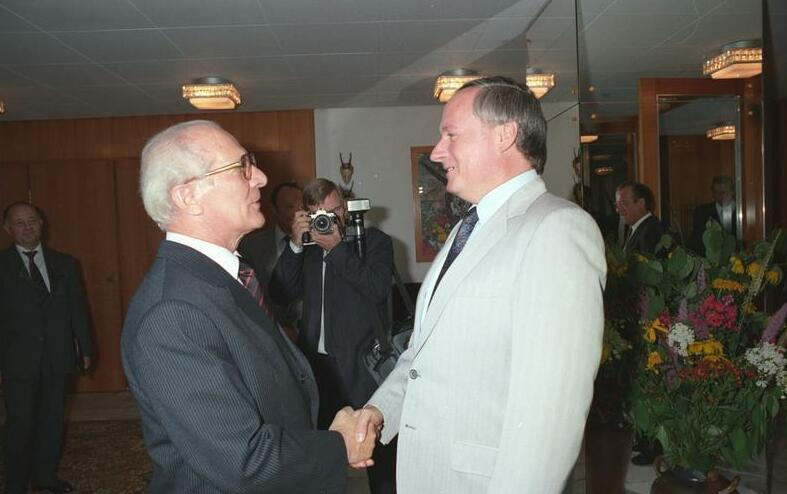
Mit Erich Honecker 1988 im Jagdschloss Hubertusstock am Werbellinsee

Schon vor den Ereignissen im Herbst 1989 hielt Lafontaine die Idee des Nationalstaats im Zeitalter der europäischen Integration für unzeitgemäß: „Der Nationalstaat hat schon heute die Vernünftigkeit seiner Idee überlebt.“
Nach dem Fall der Berliner Mauer sagte er, er wolle einen Kollaps der DDR-Wirtschaft und politische Komplikationen mit den vier Siegermächten des Zweiten Weltkriegs vermeiden. Um DDR-Bürger zu bewegen, in ihrer Heimat zu bleiben, schlug er Wirtschaftshilfen für die DDR vor. Am 27. November 1989 riet er zudem dazu, den Zuzug von DDR-Bürgern in die Bundesrepublik administrativ zu begrenzen. Er beauftragte die saarländische Staatskanzlei mit der Prüfung, ob die Übersiedlung rechtlich von einem Nachweis von Wohnsitz und Arbeitsplatz im Westen abhängig gemacht werden könne. Am 28. November 1989 legte Bundeskanzler Helmut Kohl überraschend sein Zehn-Punkte-Programm zur deutschen Wiedervereinigung vor. Darin befürwortete er eine Konföderation beider deutscher Staaten als Zwischenschritt zur deutschen Einheit, ließ aber die Anerkennung der Oder-Neiße-Grenze und die Bündniszugehörigkeit des vereinten Deutschlands offen.
Die ablehnende Haltung Lafontaines zur Deutschlandpolitik der damaligen Bundesregierung stieß auf Kritik auch von Parteifreunden. Der SPD-Parteivorsitzende Hans-Jochen Vogel warf ihm mit Unterstützung von Johannes Rau und Herta Däubler-Gmelin in einer konfliktgeladenen SPD-Präsidiumssitzung am 10. Dezember 1989 vor: „Die bauen Mauern ab, und du versuchst, sie aufzurichten.“ Daraufhin warnte Lafontaine beim Berliner Parteitag der SPD am 18. Dezember 1989 vor „nationaler Besoffenheit“. Die kurz vorher öffentlich erhobene Forderung des Kanzlerberaters Horst Teltschik nach Mitgliedschaft eines vereinten Deutschlands in der NATO kommentierte er mit: „Welch ein historischer Schwachsinn!“ Lafontaine kritisierte, dass Kohl seinen Plan nicht mit den damaligen Siegermächten abgestimmt habe. Diese Kritik teilten François Mitterrand, Margaret Thatcher und Michail Gorbatschow, der die Eigenstaatlichkeit der DDR damals noch bewahren wollte und die Ostausdehnung der NATO ablehnte.

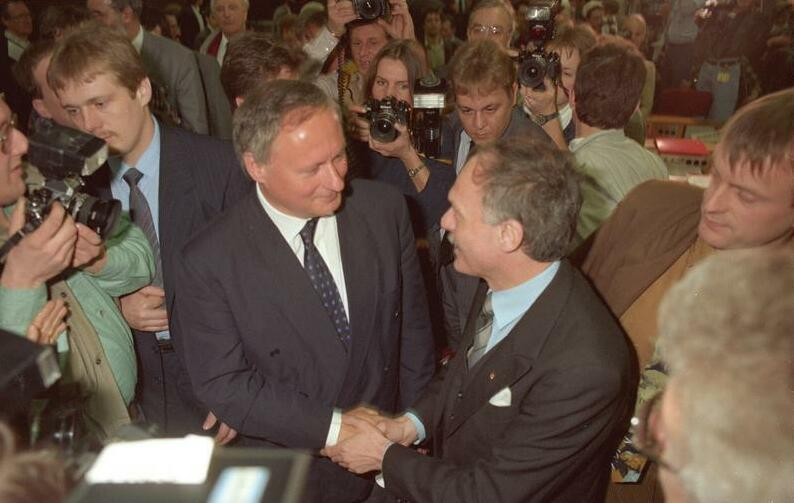
Oskar Lafontaine am 23. Februar 1990 mit Ibrahim Böhme auf dem Parteitag der ostdeutschen SPD

Lafontaine bezeichnete Kohls Pläne als unbezahlbar und erhielt dafür Zustimmung vom damaligen Bundesbankpräsidenten Karl Otto Pöhl. Er glaubte wie viele SPD-Politiker, eine „Wieder“-Vereinigung setze die falschen politischen Prioritäten und wecke erneut Ängste vor deutscher Überlegenheit im europäischen Ausland. Er betonte den sozialdemokratischen Internationalismus und strebte eine staatliche Einheit als Folge, nicht Voraussetzung annähernd gleicher Lebensverhältnisse und Entfaltungschancen an: Ihm gehe es „nicht um die Einheit in einer Grenze. Die Menschen in der DDR wollen die Einheit im Wohlstand“. Er stimmte jedoch mit vielen ostdeutschen Bürgerrechtlern darin überein, dass die DDR sich ohne westlichen Druck zuerst selbst politisch und wirtschaftlich reformieren solle. Dazu befürwortete er eine Konföderation beider deutscher Staaten im Rahmen eines gesamteuropäischen Einigungsprozesses. Ob die Nachbarländer überhaupt in einem vereinten Europa aufgehen wollten, fragte Lafontaine nicht.
Dagegen befürworteten Willy Brandt, Hans-Jochen Vogel, Hans Apel und Helmut Schmidt für die alte SPD und jüngere ostdeutsche Sozialdemokraten wie Markus Meckel, Richard Schröder und Wolfgang Thierse eine zeitnahe staatliche Wiedervereinigung. Seine Gegner inner- und außerhalb der SPD warfen Lafontaine vor, er habe die staatliche Einheit verhindern wollen und kein eigenes Konzept für den Einigungsprozess gehabt. Diese Differenzen trugen wesentlich zur Zerrüttung des politischen und persönlichen Verhältnisses zwischen Lafontaine und Willy Brandt bei.

### Kanzlerkandidat der SPD und Attentat 1990

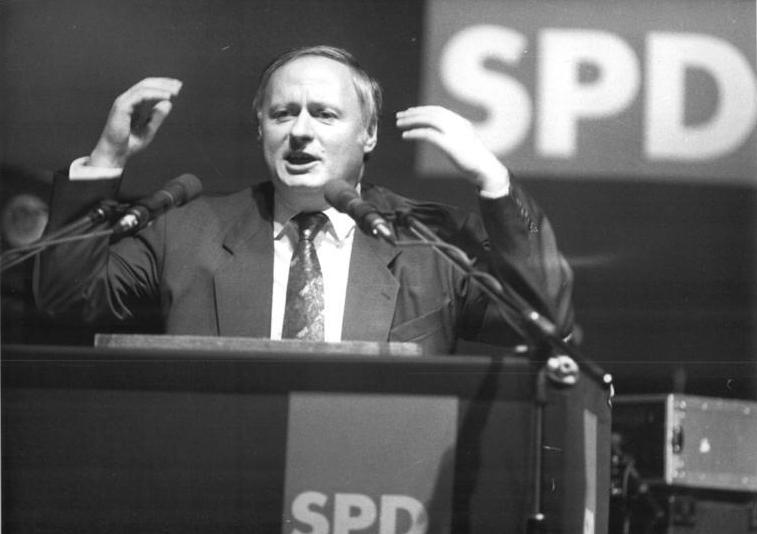
Wahlkundgebung in Dessau, 25. Oktober 1990

Nach seinem Wahlsieg mit 54,4 Prozent bei der Landtagswahl im Saarland am 28. Januar 1990 wurde Lafontaine vom SPD-Vorstand einstimmig als Kanzlerkandidat für die Bundestagswahl 1990 nominiert. Danach beriet er sich intensiv mit Parteifreunden und europäischen Wirtschaftsexperten, darunter Helmut Schmidt, Bundesbankpräsident Karl Otto Pöhl, EG-Kommissions-Präsident Jacques Delors und Gewerkschaftsführer Franz Steinkühler. Diese stimmten seiner Ablehnung einer schnellen Wirtschafts- und Währungsunion zwischen DDR und Bundesrepublik teilweise zu. Von dem Einvernehmen in der SPD dazu machte er seine Kanzlerkandidatur abhängig. Lafontaine erwartete, dass der nächste Bundestagswahlkampf nur in Westdeutschland stattfinden würde und sprach daher primär die westdeutschen Wähler an. Erst im Juli 1990 erfolgte die Festlegung der ersten gesamtdeutschen Wahlen auf den 2. Dezember 1990. Danach passte er die SPD-Wahlstrategie nach Meinung mancher Analytiker zu spät an. Vor der Wahl sagte der frühere Bundeskanzler Helmut Schmidt Lafontaine wegen dessen deutschlandpolitischer Grundhaltung eine „verdiente Niederlage“ voraus.
Im Vorfeld der DDR-Volkskammerwahl 1990 kündigte Bundeskanzler Kohl am 13. Februar 1990 überraschend eine baldige Währungsunion an, ohne anfangs einen Wechselkurs festzulegen. Auf dem folgenden SPD-Parteitag in Leipzig vom 22. bis zum 25. Februar 1990 trug Lafontaine seine wirtschafts- und sozialpolitischen Bedenken vor. Er befürchtete und warnte davor, dass die Währungsunion weite Teile der Industrie- und Agrarwirtschaft der DDR schlagartig konkurrenzunfähig machen, zu ihrem Zusammenbruch und zu millionenfacher Arbeitslosigkeit führen würde. Er rechnete mit Steuererhöhungen und jahrzehntelangen Milliardentransfers in die Beitrittsgebiete und wies darauf hin, dass dies die Investitionen in der alten Bundesrepublik schwächen, auch dort Arbeitsplatzverluste bewirken und so den sozialen Zusammenhalt in ganz Deutschland gefährden würde. Er berief sich auf den Sachverständigenrat zur Begutachtung der gesamtwirtschaftlichen Entwicklung und riet dazu, die Wirtschaft der DDR schrittweise zu reformieren, um ihre Absatzmärkte zu erhalten und ihre Wettbewerbsfähigkeit gegenüber den westlichen Unternehmen zu stärken. Statt die D-Mark abrupt einzuführen, sei ein fester Wechselkurs für die DDR-Mark anzustreben. Nachdem die Bundesbank im April einen Umtauschkurs von 2:1 empfohlen und damit starken Protest in der DDR ausgelöst hatte, rückte er von seiner Empfehlung ab und befürwortete nun einen Umtauschkurs von 1:1 für sämtliche Sparguthaben, Löhne und Renten, um die Kaufkraft im Osten nach erfolgter Währungsunion zu stärken.
Am 25. April 1990 wurde Lafontaine bei einem Wahlkampfauftritt in der Stadthalle Köln in Köln-Mülheim von einer psychisch kranken Frau mit einem Messerstich nahe der Halsschlagader lebensgefährlich verletzt. Die Frau näherte sich Lafontaine mit zwei Blumensträußen und einem Buch, die Sicherheitskräfte hielten sie für eine Autogrammjägerin. Sie gab an, die Tat seit Dezember 1989 geplant und eine Tötungsabsicht gehabt zu haben. In den Wochen seiner Behandlung und Erholung von dem Attentat rückte die SPD-Bundestagsfraktion von seinem Kurs ab. Die Attentäterin wurde am 23. Mai 2013 aus der Psychiatrie entlassen.
Am 18. Mai 1990 vereinbarte die amtierende Bundesregierung mit der neuen, demokratischen DDR-Regierung den Staatsvertrag über die Währungs-, Wirtschafts- und Sozialunion. Damit war entschieden, dass die DDR das wirtschafts- und sozialpolitische System der Bundesrepublik in einem Schritt übernehmen würde. Bei einer geheimen Abstimmung der SPD-Bundestagsfraktion folgte die Mehrheit Willy Brandts Empfehlung, diesem Vertrag im Bundestag zuzustimmen. Wegen des fehlenden Rückhalts für seinen Kurs bot Lafontaine daraufhin parteiintern seinen Rücktritt von der Kanzlerkandidatur an. Doch kein anderer im SPD-Bundesvorstand war zu kandidieren bereit. Bei der folgenden Abstimmung im Bundesrat am 22. Juni 1990 lehnten nur das von Lafontaine regierte Saarland und das von Gerhard Schröder regierte Niedersachsen den Staatsvertrag zur Währungsunion ab.
Nachdem Briten und Franzosen ihre Vorbehalte gegen die staatliche Einheit Deutschlands aufgegeben hatten, beschlossen Bundestag und Bundesrat am 20. und 21. September 1990 mit den Stimmen der SPD-Fraktion und aller SPD-geführten Bundesländer den Einigungsvertrag. Das ermöglichte mit der notwendigen Zweidrittelmehrheit den Beitritt der DDR zur Bundesrepublik gemäß Artikel 23 des Grundgesetzes, der am 3. Oktober offiziell erfolgte. Damit hatte der Gang der Ereignisse Lafontaines Konzept überholt. Er verlor im Dezember 1990 die erste gesamtdeutsche Bundestagswahl. Danach zog er sich zunächst aus der Bundespolitik zurück, verzichtete auf den ihm angebotenen SPD-Vorsitz und blieb saarländischer Ministerpräsident.
In einem Interview der Saarbrücker Zeitung vom 29. September 2010 antwortete Lafontaine auf die Frage: „Räumen Sie ein, 1990 selbst Fehler begangen zu haben?“: „Ich habe die Einheitseuphorie unterschätzt, das rationale Argument schlichtweg überschätzt. Die Wahrheit ist nicht immer populär.“

## Politik im wiedervereinigten Deutschland

### Vorsitzender der SPD
Vom 1. November 1992 bis zum 31. Oktober 1993 war Lafontaine Bundesratspräsident. Nicht nur in dieser Zeit wirkte er daran mit, von der Zustimmung der Ländermehrheit abhängige Gesetzesvorhaben der von Helmut Kohl geführten Bundesregierung im Bundesrat scheitern zu lassen. Auch war er maßgebend beteiligt an der sog. Petersberger Wende der SPD, die zum „Asylkompromiss“ von 1992 sowie zur Zustimmung der Sozialdemokraten zu Militäreinsätzen im Rahmen von UN-Friedensmissionen führte.
Von 1991 bis 1994 war er zudem Bevollmächtigter der Bundesrepublik Deutschland für kulturelle Angelegenheiten im Rahmen des Vertrags über die deutsch-französische Zusammenarbeit.
1994 wurde Lafontaine per Direktmandat mit 56,4 Prozent der Stimmen seines Wahlkreises Saarbrücken als Mitglied des Deutschen Bundestages gewählt. Vor der Bundestagswahl 1994 gehörte er zusammen mit Gerhard Schröder und dem SPD-Kanzlerkandidaten Rudolf Scharping zur „Troika“ der SPD und war Anwärter auf das Amt des Bundesfinanzministers. Die SPD verlor die Wahl trotz Zugewinnen mit 36,4 Prozent der Stimmen. Lafontaine legte in der Folge sein Bundestagsmandat am 17. November 1994 nieder und blieb Ministerpräsident.
In der Folgezeit war Scharping als Oppositionsführer erfolglos und verlor innerparteilich an Zustimmung, besonders als er Schröder als wirtschaftspolitischen Sprecher der SPD entließ. Lafontaine nahm in dieser Zeit des innerparteilichen Konflikts häufig eine vermittelnde und ausgleichende Position zwischen den beiden Polen Scharping und Schröder ein. Doch er widersprach öffentlich, als Scharping Auslandseinsätze der Bundeswehr auch außerhalb des NATO-Vertragsgebietes befürwortete. Nach einer (vor allem im Kontrast zu Scharpings Beitrag) begeisternden Rede auf dem SPD-Parteitag in Mannheim wurde er von mehreren Delegierten zur Kandidatur als Parteichef aufgefordert. In der Kampfabstimmung am Folgetag, dem 16. November 1995, setzte er sich mit 321 zu 190 Stimmen (62,6 %) durch und löste Scharping als Parteivorsitzender ab. Dies wurde medial verbreitet als „Putsch“ bezeichnet.
Lafontaine lobte im März 1996 die bisherige Aufnahme und Unterstützung von Russlanddeutschen und Spätaussiedlern als Kultur der Mitmenschlichkeit. Er bezeichnete diese Einwanderung von jährlich 220.000 Aussiedlern aber als Mitursache für die Schieflage in den gesetzlichen Sozialversicherungen im Laufe der 1990er Jahre und befürwortete eine Zuzugsbegrenzung von Aussiedlern. Er fand dafür unter anderem Kritik innerhalb der SPD und von den Grünen. Der damalige Außenminister Klaus Kinkel erwiderte, die Ausgaben für die Aufnahme seien verkraftbar. Die Regierung reagierte auf die hohen Einwanderungszahlen, anstatt Lafontaines Vorschlag zu folgen, unter anderem mit einer deutlichen Kürzung von Renten und Integrationshilfen für Spätaussiedler.
1997 ließ Lafontaine die von der CDU/FDP-Koalition geplante Steuerreform – das sogenannte Petersberger Modell – im Bundesrat blockieren und gewann zugleich mit einem Alternativvorschlag im Bundestag öffentliche Zustimmung. Damit schuf er eine wesentliche Voraussetzung für die Ablösung Helmut Kohls als Bundeskanzler. Zudem sorgte er dafür, dass die Frage des Kanzlerkandidaten der SPD für die Bundestagswahl 1998 lange offen gehalten und zuerst das Wahlprogramm festgelegt wurde. Wichtige Forderungen darin, wie eine Ausbildungsplatzabgabe bei Lehrstellenmangel, eine Ökosteuer bei gleichzeitiger Senkung der Sozialversicherungsbeiträge und die Rücknahme der Rentenkürzung, wurden von ihm durchgesetzt. Auf die Nichtbeteiligung an Kriegseinsätzen der NATO hatte er die SPD schon 1991 programmatisch festgelegt. Nach Gerhard Schröders Wahlsieg bei den Landtagswahlen von Niedersachsen am 1. März 1998 rief Lafontaine ihn zum Kanzlerkandidaten für die Bundestagswahl am 27. September aus. Im folgenden Wahlkampf betonten beide ihre politische Übereinstimmung.

### Politische Affären
1992 fand das Nachrichtenmagazin Der Spiegel heraus, dass Lafontaines Pensionsansprüche aus seiner Zeit als Oberbürgermeister Saarbrückens nicht ordnungsgemäß mit seinen Bezügen als Ministerpräsident verrechnet waren und er zu viel Geld erhalten hatte. Dies machte in den bundesweiten Medien als „Pensionsaffäre“ Schlagzeilen. Der Fehler war auf eine unklare Vorschrift im Beamtenrecht zurückzuführen, die die vorherige CDU-Regierung eingeführt hatte. Nachdem ein Gutachten des Finanzrechtlers Hans Herbert von Arnim den Sachverhalt belegt und der Rechnungshof des Saarlandes die Auffassung des Spiegels unterstützt hatte, zahlte Lafontaine ohne Gerichtsverfahren rund 230.000 DM zurück.
1993 recherchierte der Journalist Kuno Haberbusch für das Nachrichtenmagazin Panorama über Beziehungen Lafontaines zu einigen Saarbrücker Nachtlokalen in den 1970er Jahren. Man sprach von der „Rotlichtaffäre“. Für den Spiegel stand Lafontaine „im Verdacht, einige Figuren aus dem Milieu mit Gefälligkeiten bedient zu haben“. Dieser bestritt nicht, sich öfter in den Lokalen aufgehalten zu haben, wies aber alle daraus abgeleiteten Verdächtigungen zurück und kritisierte sie als „Schweinejournalismus“. Er verhinderte die Ausstrahlung einer NDR-Reportage zu dem Fall durch eine gerichtliche Verfügung. 1994 setzte er mit SPD-Mehrheit eine Änderung des saarländischen Presserechts durch, das die redaktionelle Kommentierung von Gegendarstellungen auf derselben Seite verbot.
Lafontaine forderte nachfolgende Einschränkungen der Pressefreiheit:
- Gegendarstellungen müssen unkommentiert erscheinen, obwohl deren Wahrheitsgehalt von niemandem überprüft wird.
- Anmerkungen der Redaktion („Redaktionsschwanz“) dürfen erst in einer späteren Ausgabe der Zeitung gedruckt werden und müssen sich auf „tatsächliche“ Angaben beschränken.
- Die Kommentierung auch falscher Gegendarstellungen wird generell verboten.
- Gegen Fotos können Betroffene Gegendarstellungen erwirken.
- Richter, die über Gegendarstellungen entscheiden, sollen die Antragsteller bei der Abfassung des Textes beraten.[52]

Die Änderung ging als „Lex Lafontaine“ in die Pressegeschichte ein. Dieser Eingriff in das Presserecht stieß auf erheblichen Widerstand von Medien und Journalistenorganisationen. Der Saarländische Landtag änderte im März 2000 die umstrittenen Regelungen zur Gegendarstellung, nachdem die SPD bei den Landtagswahlen vom 5. September 1999 ihre Mehrheit verloren hatte.

### Bundesfinanzminister 1998/1999
Nach dem Wahlsieg wurde Lafontaine am 27. Oktober 1998 zum Bundesminister der Finanzen im Kabinett Schröder I ernannt. Er erreichte nach anfänglicher Ablehnung durch Schröder eine Kompetenzerweiterung für sein Ressort, in das u. a. das Referat für den Jahreswirtschaftsbericht aufgenommen wurde. Damit wurde das Finanzministerium dem Vorbild des britischen Treasury (Schatzamt) angeglichen, um eine keynesianische (nachfrageorientierte) Fiskalpolitik zu ermöglichen. Jost Stollmann, ein parteiloser Jungunternehmer, den Schröder im Wahlkampf als Anwärter für das nun verkleinerte Wirtschaftsministerium präsentiert hatte, kündigte daraufhin an, nicht in das Kabinett einzutreten.
Lafontaine berief später Heiner Flassbeck und Claus Noé zu seinen Staatssekretären, die seine nachfrageorientierte Finanz- und Steuerpolitik konzeptionell mit vorbereitet hatten. Bei den Koalitionsverhandlungen mit den Grünen lehnte er deren Forderung nach einem niedrigeren Spitzensteuersatz ab. Er beeinflusste wichtige Personalentscheidungen und verhinderte, dass Scharping erneut den SPD-Fraktionsvorsitz bekam. Bei der Besetzung des Bundestagspräsidentenamtes, des Kanzleramtschefs und Gesundheitsministers konnte er sich mit seinen Personalvorschlägen nicht durchsetzen. In der öffentlichen Wahrnehmung dominierte Lafontaine die Verhandlungen dennoch und galt bald als der „Traditionalist“ und „Schatten“ des Bundeskanzlers, der wichtige Reformvorhaben angeblich blockiere.
In den ersten Wochen der rot-grünen Regierung setzte Lafontaine einige Versprechen des Wahlprogramms um und erwirkte die Rücknahme einer Reihe unter Kohl beschlossener Gesetze. Er sicherte wieder die hundertprozentige Lohnfortzahlung im Krankheitsfall der ersten sechs Wochen für Arbeitnehmer, revidierte die Beschränkung des Kündigungsschutzes in kleineren Betrieben, ließ das Schlechtwettergeld wiedereinführen und führte ein Entsendegesetz auch für ausländische Bauarbeiter sowie ein Sofortprogramm zum Abbau der Jugendarbeitslosigkeit ein. Daraufhin wurde das Bündnis für Arbeit zwischen Gewerkschaftsvertretern, Unternehmerverbänden und Regierung, das im letzten Regierungsjahr Kohls zerbrochen war, zunächst erneuert.
In den Folgemonaten kam es zwischen Lafontaine und Gerhard Schröder an verschiedenen Punkten zu Koordinationsproblemen, Konflikten und Entfremdung. Ein Punkt im Wahlprogramm der SPD 1998 war die Sozialversicherungspflicht für 630-DM-Jobs. Zum Ausgleich sollte der sozialabgabenfreie Niedriglohnsektor erweitert werden. In Schröders Regierungserklärung war dann jedoch davon die Rede, die Versicherten die Hälfte der Sozialversicherungsbeiträge selber tragen zu lassen. Auch die Unternehmensbesteuerung sollte nach Schröders Willen langfristig entgegen den Absprachen vor der Wahl auf 35 Prozent gesenkt werden. Schröders Festlegung, die Ökosteuer auf sechs Pfennige pro Liter Benzin zu begrenzen, stellte den Finanzminister ebenfalls vor Probleme.
Im Vorfeld der Landtagswahl in Hessen vom Februar 1999 plädierte Lafontaine für einen Konsens mit den Unionsparteien über das geplante neue Staatsbürgerschaftsrecht. Dies lehnten die rot-grünen Fraktionsführungen und zuständigen Minister ab. Die CDU/CSU-Unterschriftenaktion gegen die Reform des deutschen Staatsbürgerschaftsrechts und bedingten Einbürgerungsanspruch für in Deutschland lebende Ausländer hatte Erfolg: SPD und Grüne verloren die Hessenwahl und damit die Mehrheit im Bundesrat.
Kritik erfuhr Lafontaine Anfang 1999 für seine Vorstöße an die Europäische Zentralbank zur Senkung des Leitzinses, die im Februar 1999 erfolgte, und zur Kontrolle der internationalen Finanzmärkte. Er schlug eine Regulierung des kurzfristigen Kapitalverkehrs zur Eindämmung der Spekulationsgewinne von Hedgefonds und stabile Wechselkurszielzonen durch internationale Absprachen vor. Die Grundzüge dieser Ideen stammten vom US-Notenbankpräsidenten Paul Volcker. Eine Konferenz der G7-Finanzminister und -Notenbankgouverneure, bei der Oskar Lafontaine für seine Reformvorschläge im internationalen Finanzsystem warb, verlief für die deutsche Verhandlungsseite nicht zufriedenstellend.
Am 10. März 1999 erklärte Schröder bei einer Kabinettssitzung, eine wirtschaftsfeindliche Politik sei „mit ihm nicht zu machen“. Am Folgetag stand in der Bildzeitung, er habe mit Rücktritt gedroht und besonders Lafontaine angegriffen – nach dessen Angaben galt die Kritik jedoch Umweltminister Jürgen Trittin und Familienministerin Christine Bergmann. Ein Dementi der Rücktrittsdrohung durch den Kanzler erfolgte nicht. Für den 11. März war ein G33-Seminar zur internationalen Finanzarchitektur auf dem Petersberg bei Bonn angesetzt, von dem sich die deutsche Seite erhebliche Fortschritte für die Reform des Währungssystems versprach. Am selben Tag, dem 11. März 1999, erklärte Lafontaine seinen Rücktritt vom Amt des Bundesfinanzministers. Zugleich legte er den Vorsitz der SPD und sein Bundestagsmandat nieder. In einer kurzen Presseerklärung drei Tage darauf begründete er diesen Rückzug aus allen Ämtern mit dem „schlechten Mannschaftsspiel“ in der Regierung. Näheres wolle er nicht mitteilen, um der Regierung nicht zu schaden.
Am 18. März 1999 wurde Oskar Lafontaine im Berliner Schloss Bellevue von Bundespräsident Roman Herzog entlassen; er war insgesamt 142 Tage im Ministeramt. Wie jeder Bundesfinanzminister war er Vorsitzender des Verwaltungsrates der KfW Bankengruppe.

## Nach dem Rücktritt 1999

### Kritiker des Kosovokrieges und Buchautor
Am 1. Mai 1999 trat Lafontaine öffentlich auf Kundgebungen des Deutschen Gewerkschaftsbundes mit scharfer Kritik an der am 24. März begonnenen Bombardierung Serbiens durch die NATO hervor. Im Oktober 1999 veröffentlichte er sein Buch Das Herz schlägt links, in dem er seinen Rücktritt ausführlich begründete. Als Hauptgrund nannte er mangelnde Solidarität innerhalb der Regierung. Dabei wurden auch persönliche Verletzungen deutlich: Die Entfremdung zwischen ihm und Schröder habe schon nach der Niedersachsenwahl 1990 begonnen. Laut Lafontaine habe Schröder damals „in seinem unnachahmlichen Charme“ zu ihm gesagt:

„Der Stich in den Hals hat zwei Prozent gebracht.“

Er habe das Trauma des Attentats von 1990 gerade in den Monaten nach dem Wahlsieg der SPD von 1998, auf den er jahrelang hingearbeitet hatte, nochmals bewusst durchlebt; sein Rücktritt sei auch eine Spätfolge davon. Er wolle sein Leben nicht der Politik opfern und sich seiner Familie widmen. Er habe ohnehin vorgehabt zurückzutreten, dies aber nach der enttäuschenden Regierungserfahrung zeitlich vorgezogen.

### Gegner von Schröders Sozialpolitik
Lafontaine kritisierte nach seinem Rücktritt den Kurswechsel des Kanzlers hin zu einer aus seiner Sicht arbeitnehmerfeindlichen Sozial-, Wirtschafts- und Steuerpolitik an vielen Einzelbeispielen. Das Schröder-Blair-Papier, eine Erklärung Schröders und Tony Blairs vom Mai 1999 zur Modernisierung der Industriegesellschaft, sah er – wie etwa auch der französische Sozialist Lionel Jospin – als Abkehr von sozialdemokratischen Grundwerten und Hinwendung zum Neoliberalismus. Lafontaine forderte die Rückwendung der SPD zu ihrem Programm von 1998, war aber nach Erscheinen seines Buches Das Herz schlägt links in seiner Partei weitgehend isoliert.
Auf einem Parteitag der saarländischen SPD im April 2000 räumte Lafontaine eine Mitschuld für das schlechte Abschneiden der Sozialdemokraten bei einigen Landtagswahlen, darunter derjenigen, die im Vorjahr im Saarland stattfand, ein. Er erklärte zugleich, bei programmatischen Entscheidungen der SPD mitwirken zu wollen. Eine Mitarbeit auf Bundesebene lehnte Lafontaine aber ab.

### Politische Aktivitäten
2001 wurde Lafontaine Mitglied der globalisierungskritischen Vereinigung Attac und begann, eine politische Kolumne für die Boulevardzeitung Bild zu schreiben.
Mit verschiedenen Vorschlägen erhielt Lafontaine erneut öffentliche Beachtung. Im September 2003 riet er der Ost-SPD, mit der PDS zu fusionieren. Spekulationen über eine erneute Spitzenkandidatur für die saarländische SPD bei der Landtagswahl 2004 dementierte er erst spät. In einem Zehn-Punkte-Programm für den Sonderparteitag der SPD am 21. März 2004 forderte er die „Rücknahme der Nullrunde für Rentner“, „Streichung der Praxisgebühr“ und „Entziehung der Staatsbürgerschaft der im Ausland versteuernden Deutschen“, um so Wähler für die SPD zurückzugewinnen und eine innerparteiliche Diskussion um den Kurs Schröders zu befördern.
Nach massiver öffentlicher Kritik an der Sozialpolitik der SPD-getragenen Bundesregierung und insbesondere an Bundeskanzler Gerhard Schröder beteiligte sich Lafontaine bei den Demonstrationen gegen die Hartz-IV-Gesetzgebung  am 30. August 2004 als Redner bei einer der Montagsdemonstrationen gegen Sozialabbau 2004 in Leipzig und kritisierte dort die von der SPD beschlossenen Reformen erneut scharf. Unter anderem warf er der SPD „Wählertäuschung“, „Raub“ und „Lüge“ vor. Von Seiten der SPD wurde der Auftritt wiederum kritisiert und gerügt, unter anderem vom damaligen Generalsekretär Klaus Uwe Benneter, der von einem „unsolidarischen Verhalten“ sprach. An der erneuten SPD-Wahlniederlage im Saarland am 5. September 2004 gab ihm der Bundesvorstand der SPD eine erhebliche Mitschuld.

### Austritt aus der SPD (2005)
Lafontaine erklärte am 24. Mai 2005 seinen bereits im Vorjahr angekündigten Austritt aus der SPD. Am selben Tag erklärte er sich bereit, ein Linksbündnis aus WASG und PDS bei der vorgezogenen Bundestagswahl 2005 zu unterstützen. Sein Parteibuch gab er am 30. Mai zurück – damit endete die Mitgliedschaft nach fast vierzig Jahren auch formal.
Lafontaine nennt bis heute die Abkehr der SPD vom Berliner Programm als Grund für diesen Schritt. SPD-Vertreter werfen ihm dagegen vor, nur aufgrund eines gestörten Verhältnisses zu seiner ehemaligen Partei der Linkspartei beigetreten zu sein.
Franz Müntefering hielt Lafontaine anlässlich des 25. Jahrestages seines Rücktritts als Finanzminister am 11. März 2024 vor, dieser habe seither mit einigem Erfolg sein Möglichstes getan, die Handlungskraft der Sozialdemokratie zu schmälern. Er fasste das Wirken Lafontaines wie gefolgt zusammen: „Von 1998 bis in unsere heutige Zeit hätte es eine stringente sozialdemokratische Führung und Politik mit guten Mehrheiten in unserem Land geben können. O. Lafontaine hätte dafür keine Kärrnerarbeit leisten müssen, die er nun mal nicht so recht mochte. Simple sozialdemokratische Loyalität hätte gereicht.“

## Neue parteipolitische Aktivitäten

### Eintritt in WASG und Wiedereinzug in den Bundestag (2005)
Nachdem sich die Führungsgremien von PDS und WASG auf gemeinsame Kandidaturmodelle zur Bundestagswahl 2005 geeinigt hatten, kündigte Lafontaine am 10. Juni 2005 an, zusammen mit Gregor Gysi für das Linksbündnis anzutreten. Am 18. Juni trat er gemeinsam mit seiner Ehefrau der WASG bei. Am 30. Juli wählte ihn die NRW-Landesmitgliederversammlung der PDS in Essen auf den Spitzenplatz ihrer offenen Liste für die Bundestagswahl. Er kandidierte außerdem für ein Direktmandat im Wahlkreis Saarbrücken, wo er mit 26,2 Prozent der Erststimmen den dritten Platz hinter den dortigen Kandidaten der SPD und CDU erhielt. Die SPD sah das Linksbündnis im Wahlkampf 2005 überwiegend als „ganz klare Herausforderung“ (Franz Müntefering) an die von Schröder eingeleitete Politik der Agenda 2010 an.
Seit der Bundestagswahl am 18. September 2005 war Lafontaine wieder Mitglied des Deutschen Bundestages und teilte sich in der 16. Wahlperiode den Fraktionsvorsitz der Linkspartei mit Gregor Gysi. Er kritisierte Schröders Anspruch auf das Kanzleramt am Wahlabend als „pubertäres Verhalten“.
Oskar Lafontaine war von 2005 bis 2009 Mitglied im Gemeinsamen Ausschuss, der nach Ausrufung des Verteidigungsfalls als Notparlament die Funktionen von Bundesrat und Bundestag ausübt. Weiterhin war er von 2005 bis 2009 als Abgeordneter seiner Fraktion Mitglied im Verwaltungsrat der KfW Bankengruppe in Frankfurt am Main.

### Vorsitzender der Linkspartei (2007)

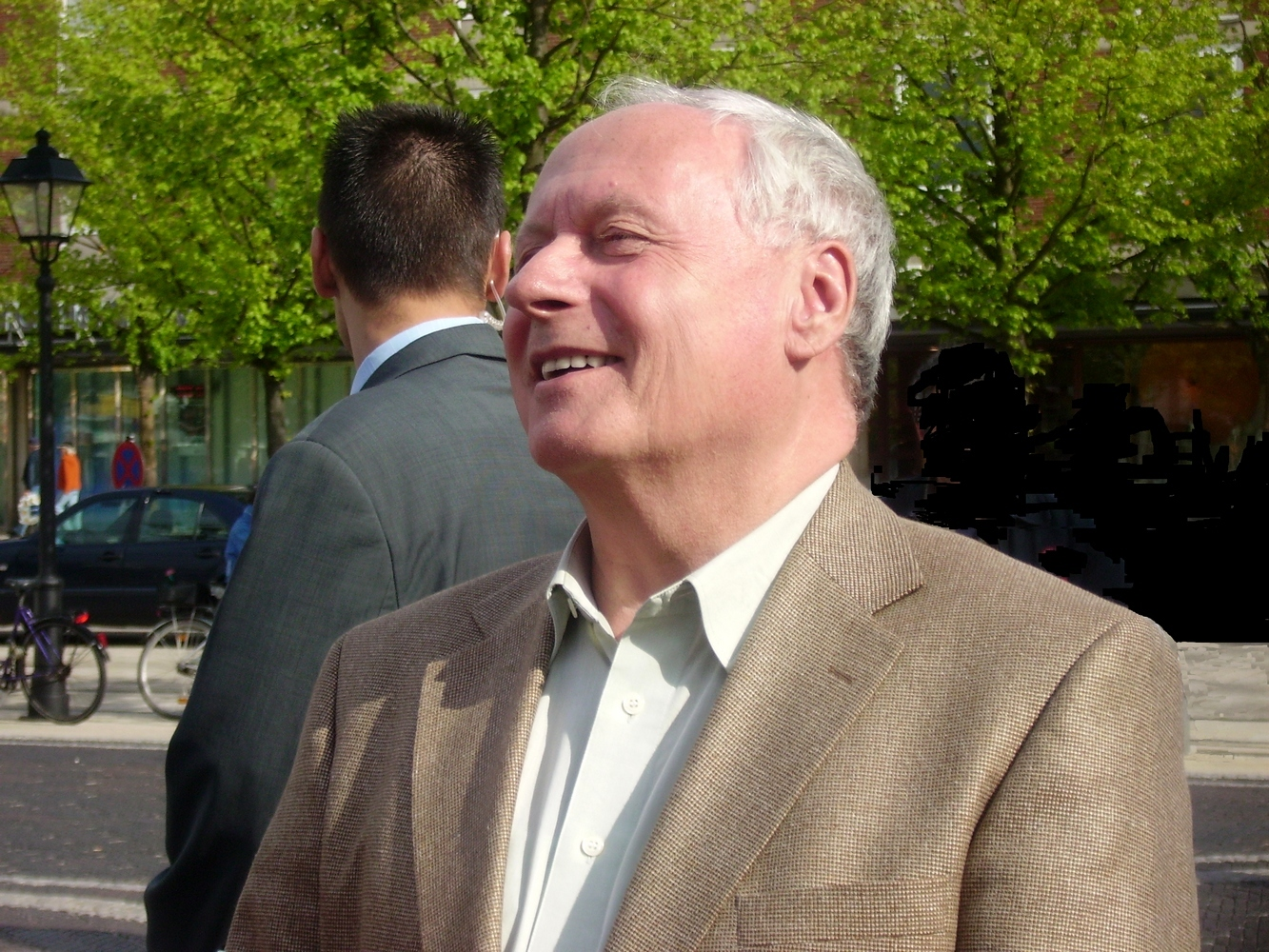
Wahlkampf in Bremen, 2007

Am 29. Dezember 2005 wurde Lafontaine auch Mitglied der Linkspartei PDS, ebenso wie Gregor Gysi auch Mitglied der WASG wurde. Damit machten beide demonstrativ von der Möglichkeit einer Doppelmitgliedschaft in der Linkspartei und in der WASG Gebrauch. Im November 2006 kündigte er im saarländischen Bildstock vor Gewerkschaftsvertretern und Betriebsräten an, bei der Landtagswahl 2009 als Spitzenkandidat der mit der WASG vereinten Linkspartei anzutreten. Am 15. Juni 2007 wurde die Fusion beider Organisationen zur neuen Partei Die Linke vollzogen. Am Folgetag wurde Lafontaine auf deren Gründungsparteitag, gemeinsam mit Lothar Bisky, mit 87,9 Prozent zu ihrem Vorsitzenden gewählt.
Im August 2008 nominierte der saarländische Landesverband der Partei Die Linke Lafontaine auf einem Landesparteitag zum Spitzenkandidaten für die Landtagswahl 2009. Dabei wurde die Linke mit über 20 Prozent der Wählerstimmen drittstärkste Partei. Koalitionsverhandlungen mit SPD und Grünen scheiterten am Beschluss der Grünen unter Führung von Hubert Ulrich, mit CDU und FDP die Regierung im Rahmen einer Jamaika-Koalition zu bilden.

### Fraktionsvorsitzender der Linkspartei im Saarland (2009 bis 2022)
Am 9. Oktober 2009 gab Lafontaine seinen Verzicht auf eine erneute Kandidatur für den Fraktionsvorsitz im Bundestag bekannt. Einen Monat später, am 17. November 2009, erklärte er, dass er sich auf Grund seiner Krebserkrankung einem chirurgischen Eingriff unterziehen werde und danach über die Fortführung seiner politischen Arbeit entscheiden wolle. Nachdem gemeldet worden war, dass der Eingriff wegen Prostatakrebs am 18. November 2009 erfolgreich verlaufen sei, trat Lafontaine im Januar 2010 erstmals wieder politisch in Erscheinung. Bereits kurz darauf erklärte er jedoch auf einer Vorstandssitzung, aus gesundheitlichen Gründen sein Bundestagsmandat abgeben und auf eine erneute Kandidatur zum Parteivorsitzenden auf dem Parteitag in Rostock verzichten zu wollen. Am 1. Februar 2010 schied Lafontaine aus dem Deutschen Bundestag aus; für ihn rückte die Saarländerin Yvonne Ploetz nach. Im April 2013 erklärte Lafontaine, bei der Bundestagswahl 2013 werde er nicht kandidieren.

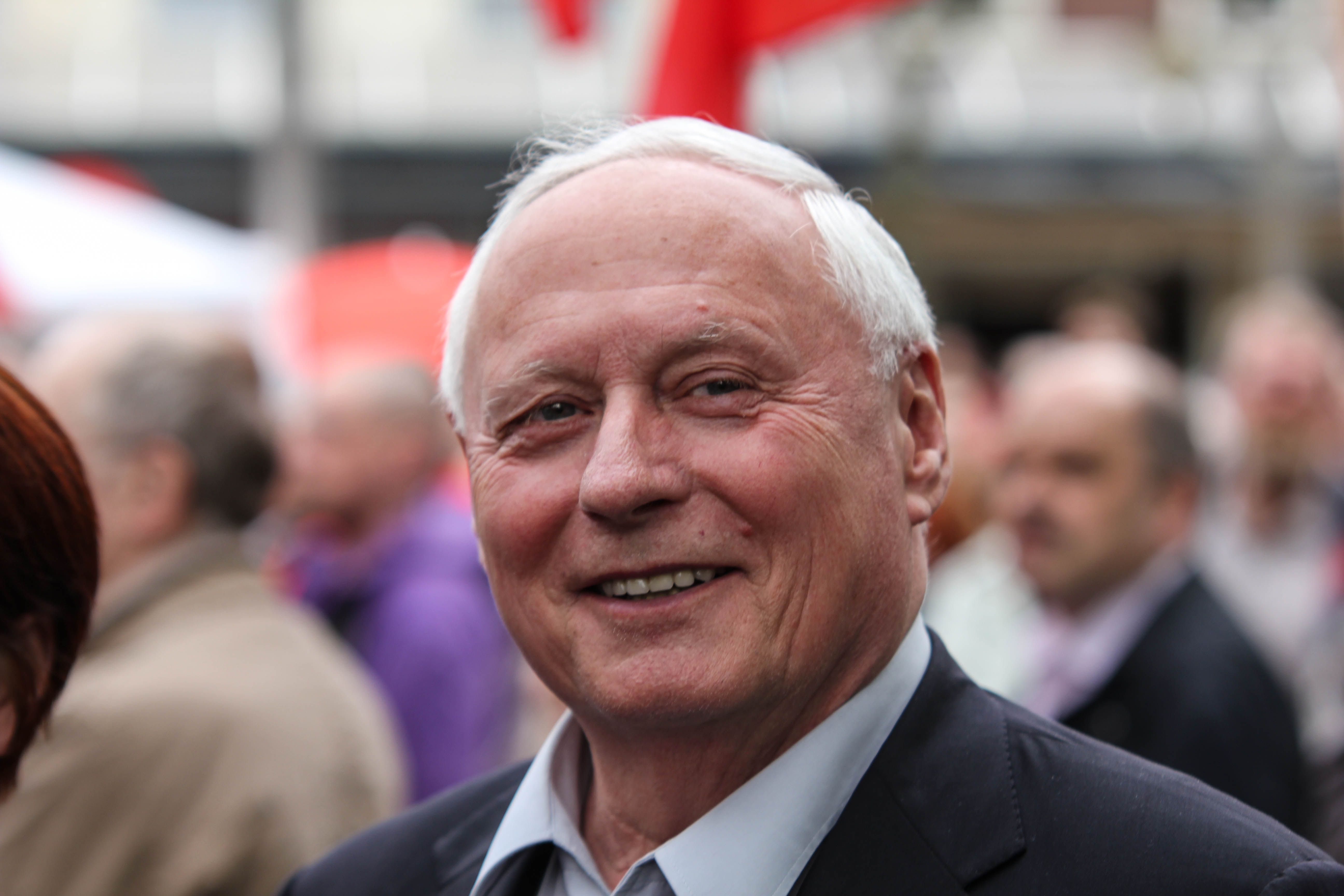
Oskar Lafontaine, 2012

Bei der Landtagswahl im Saarland 2009 trat Lafontaine als Spitzenkandidat der Linken an und erreichte mit dieser den 3. Platz (21,3 %). Am 9. September 2009 wählte die Linksfraktion im saarländischen Landtag Lafontaine zum Fraktionsvorsitzenden.
Bei der Landtagswahl im Saarland im März 2012 trat Lafontaine erneut als Spitzenkandidat seiner Partei an. Die Partei verlor zwar 5,2 %, wurde aber stärkste Oppositionskraft, so dass Lafontaine seit dem Amtsantritt des zweiten Kabinetts Kramp-Karrenbauer am 9. Mai 2012 Oppositionsführer war.
Bei der Landtagswahl im Saarland 2017 war Lafontaine wieder Spitzenkandidat und wurde so nach einem Wahlergebnis der Linken von 12,8 % erneut zum Oppositionsführer, nachdem abermals eine Große Koalition die Regierung bildete (zunächst das Kabinett Kramp-Karrenbauer III, ab 2018 Kabinett Hans).
Bei der Landtagswahl im Saarland 2022 trat er nicht mehr an.

### Austritt aus der Linkspartei (2022)
Im Laufe des Wahlkampfs zur Bundestagswahl 2021 rief Oskar Lafontaine dazu auf, die Linkspartei im Saarland nicht zu wählen. Hintergrund war ein Machtkampf mit dem Landesvorsitzenden Thomas Lutze, dem Lafontaine vorwirft, bei seiner Nominierung für Platz eins der Landesliste Stimmen gekauft zu haben. Der saarländische Landesvorstand forderte Lafontaine daraufhin zum Rücktritt und Parteiaustritt auf.
Am 17. März 2022 erklärte Lafontaine seinen Austritt aus der Linkspartei und kündigte das Ende seiner politischen Karriere an. Er begründete seinen Austritt damit, dass er die Linkspartei als „linke Alternative zur Politik sozialer Unsicherheit und Ungleichheit“ im politischen Spektrum mitgegründet, diese aber mittlerweile „diesen Anspruch aufgegeben“ habe. Bei dem Austritt wenige Tage vor der Landtagswahl im Saarland 2022, kommentierte die Zeit, sei es Lafontaine – wie schon bei seinem Rücktritt von 1999 – um das Verursachen von „größtmöglichem Schaden“ für die eigene Partei gegangen, zumal die stark zerstrittene Saar-Linke nach Umfragen nur knapp über der Fünf-Prozent-Hürde lag. Die Linke stürzte in der Wahl auf 2,6 % ab und schied aus dem Parlament aus.

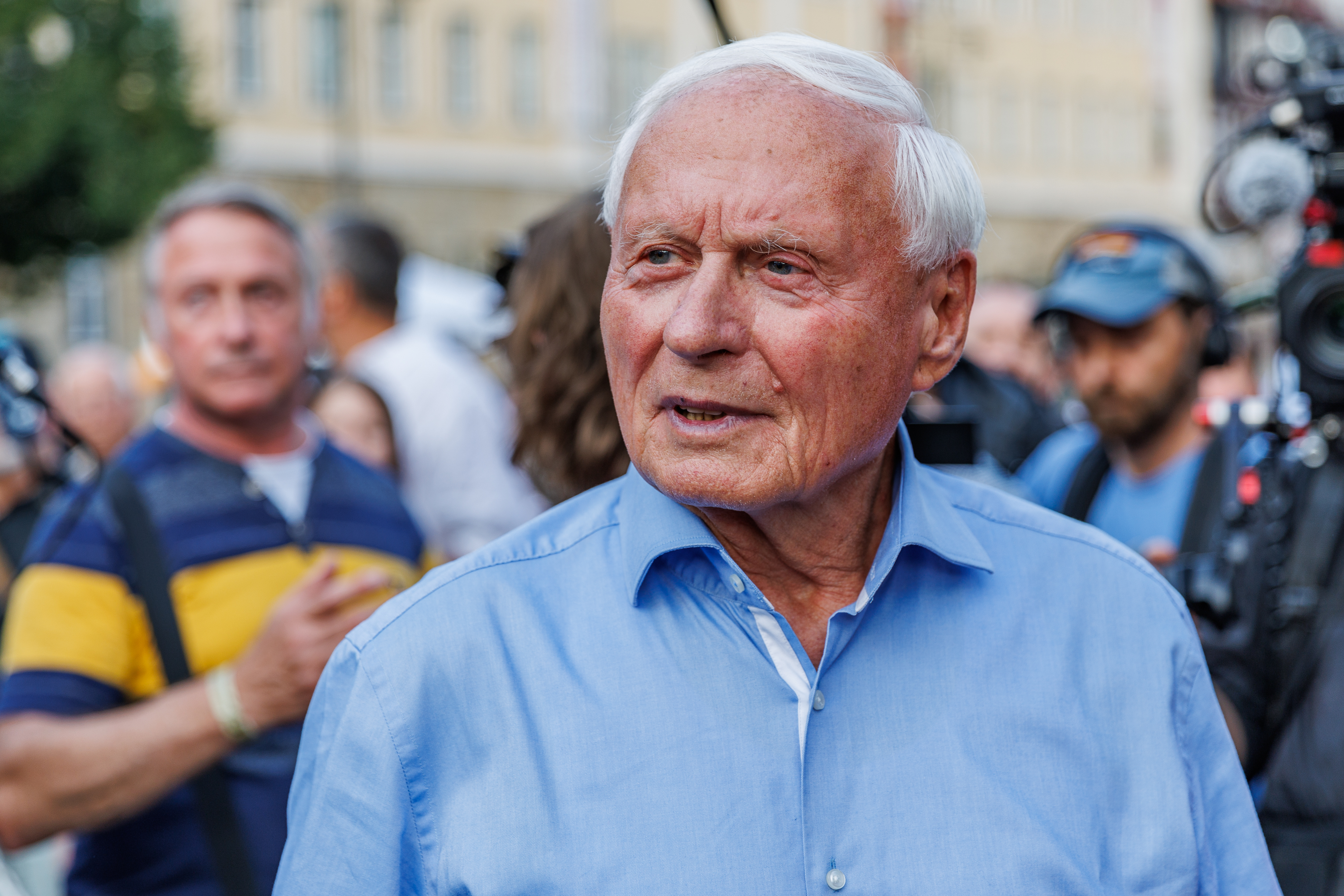
Lafontaine bei einer BSW-Wahlkampfveranstaltung zur Landtagswahl in Thüringen 2024 in Eisenach

Ende Januar 2024 bestätigte Lafontaine, dass er der neuen Partei seiner Frau, dem Bündnis Sahra Wagenknecht, beigetreten sei. Zuvor hatte er bereits auf Social Media für Spenden für das BSW geworben.
Am 27. Januar 2024 hielt er auf dem Gründungsparteitag des BSW die Hauptrede.

### Öffentliche Äußerungen und Kontroversen

#### Populismus und Einwanderung
Am 14. Juni 2005 erklärte Lafontaine auf einer Kundgebung in Chemnitz, der Staat sei „verpflichtet zu verhindern, dass Familienväter und Frauen arbeitslos werden, weil Fremdarbeiter zu niedrigen Löhnen ihnen die Arbeitsplätze wegnehmen“. Der gelegentlich synonym für „Gastarbeiter“ verwendete Ausdruck „Fremdarbeiter“ wurde als Teil der Sprache des Nationalsozialismus kritisiert. Lafontaine habe ihn bewusst verwendet, um die Sozialproteststimmung, die in Ostdeutschland von der NPD verbreitet wurde, für das neue Linksbündnis zu nutzen. Führende PDS-Mitglieder wie Lothar Bisky und Bodo Ramelow gingen auf Distanz zu dieser Wortwahl. Lafontaine entgegnete dem, er habe das Wort „ohne jede diskriminierende Absicht“ benutzt, und hielt den alternativen Ausdruck „Gastarbeiter“ für beschönigend angesichts der prekären Lage dieser Arbeiter, die „in Container gepfercht […] zu Hungerlöhnen arbeiteten“.
Vor der Bundestagswahl 2017 forderte Lafontaine einen Kurswechsel in der Linkspartei, indem er sich für Abschiebungen von Flüchtlingen aussprach, und ging damit auf Distanz zu seinen Parteikollegen. Die Linke, so Lafontaine, müsse reflektieren, „warum so viele Arbeiter und Arbeitslose die AfD wählen“ würden.
Nach der Bundestagswahl 2017 griff Lafontaine Kipping und Riexinger öffentlich an. Die „verfehlte Flüchtlingspolitik“ sei „der Schlüssel für die mangelnde Unterstützung“ durch jene, „die sich am unteren Ende der Einkommensskala befinden“. Große Teile der Linkspartei, darunter die Vorsitzenden Riexinger und Kipping, warfen Lafontaine in diesem Zusammenhang „mehr oder weniger deutlich das Füttern rassistisch begründeter Ressentiments“ vor. Insbesondere aus dem in der Bundestagswahl gestärkten Berliner Landesverband kam Kritik: Staatssekretär Alexander Fischer schrieb, dass er sich für die aus Lafontaines Beitrag „sprechende Niedertracht“ schäme. Der Berliner Spitzenkandidat Klaus Lederer hatte noch am Wahlabend in Richtung Lafontaines Ehefrau Wagenknecht erklärt, die Linke dürfe sich die Themen nicht von der AfD „diktieren“ lassen. Im Konflikt um den Umgang mit Querfront-Aktivisten ergriff Lafontaine dann auch Partei für Ken Jebsen und gegen Lederer, der als Berliner Kultursenator Bedenken gegen eine Preisverleihung an Jebsen in einem mit Landesmitteln geförderten Kino geäußert hatte.
Politische Gegner ordnen Lafontaine seit 2005 oft als Populisten ein. Hans-Ulrich Wehler kritisierte, sein Buch Politik für alle bediene populistische Ressentiments, indem es etwa vom deutschen Volk als „Schicksalsgemeinschaft“ rede. Frank Decker schrieb 2006, Lafontaine gehöre zu den deutschen Politikern mit der größten Fähigkeit zur populistischen Wähleransprache. Rafael Seligmann, Michael Wolffsohn und Wolfgang Schäuble bezeichneten Lafontaine 2008 als Demagogen. Lafontaine befürwortete 2007 öffentlich die Schließung eines venezolanischen regierungskritischen Fernsehsenders durch Hugo Chávez; in einem Kommentar warf ihm daraufhin Mathias Döpfner, Vorstandsvorsitzender der Axel Springer AG, ein protektionistisches, nationalistisches und fremdenfeindliches Weltbild vor. Auch in der eigenen Partei gab es 2007 deutliche Kritik am Auftreten Lafontaines. So sagte Klaus Lederer als Vorsitzender der Berliner Linkspartei, man müsse aufpassen, nicht den eigenen Heilsversprechen zu glauben.
Für heftigen innerparteilichen Widerspruch sorgte im Herbst 2020 Lafontaines Auftritt bei einer Werbeveranstaltung für Thilo Sarrazins neues Buch Der Staat an seinen Grenzen: Über Wirkung von Einwanderung in Geschichte und Gegenwart in einem Münchner Nobelhotel zusammen mit Peter Gauweiler. Lafontaine kritisierte dabei die Ausgaben für Flüchtlingskinder und stellte dem die Situation von Sozialrentnern gegenüber. Lucy Redler vom Linken-Bundesvorstand erklärte dazu: „Jemand, der sich mit Rassisten wie Sarrazin ein Podium teilt und die Interessen Geflüchteter gegen deutsche Rentner ausspielt, darf kein öffentliches Amt für Die Linke bekleiden.“ Auch andere prominente Linke forderten Lafontaines Rücktritt.
US-Präsidentschaftswahl 2016
Lafontaine trat während der Präsidentschaftswahl in den Vereinigten Staaten 2016 als Kritiker der damaligen demokratischen Kandidatin Hillary Clinton auf, die er in einem Facebook-Eintrag als „nächste Terroristin im Weißen Haus“ bezeichnete. Nach der Wahl äußerte er, es sei „ja nicht Trump gewählt worden“, sondern „das System“ sei „abgewählt worden“. Anfang 2017 kritisierte er Trump dafür, „ausgerechnet Saudi-Arabien“ auszuklammern, wenn es um Terrorismus gehe, und „im Nahen Osten Bomben zu werfen“; Lafontaine bekannte jedoch, es imponiere ihm, „dass ein Politiker vor Wirtschaftsunternehmen nicht kuscht“.
Euro-Gegnerschaft
Lafontaine befürwortete 2013 die Einführung von nationalen Währungen. Der Saarbrücker Zeitung erklärte er: „Wir brauchen ein besseres Währungssystem, in dem es auch nationale Währungen wieder geben kann, zum Beispiel in Zypern und Griechenland.“ Bernd Riexinger kritisierte ihn für diese Aussage und erklärte, es gebe niemanden in der Linken, der diese Forderung teile.

#### Windkraft
Lafontaine äußerte sich mehrfach ablehnend gegenüber dem Ausbau der Windenergie. In einem Gastbeitrag der Frankfurter Allgemeinen Zeitung im Dezember 2013 hob er hervor, dass die Windenergie, basierend auf den öffentlichen Zahlen des Jahres 2012, nur einen geringen Anteil an der Stromerzeugung ausmachte, der es nicht rechtfertige, die deutsche Kulturlandschaft zu zerstören. Das brachte ihm Kritik von seinem Parteikollegen Jan van Aken ein, der in einer Replik auf Lafontaine in der Zeitung Neues Deutschland betonte: „Die Linke ist für einen Ausbau der Windenergie, auch und gerade an Land und in Bürgerhand.“ Der saarländische Landesverband der Grünen kritisierte Lafontaine im März 2017 für das Schüren von „irrealen Ängsten“.

#### Krieg in der Ukraine
1992 hatte Lafontaine noch die Idee vertreten, den osteuropäischen Staaten – und auch den ehemaligen Teilrepubliken der UDSSR – Sicherheitsgarantien der NATO zu geben.
Im Juni 2015 kritisierte Lafontaine im Rahmen des Russisch-Ukrainischen Krieges die Ukraine-Politik der USA und bezeichnete US-Verteidigungsminister Ashton Carter als „Kriegsminister“, nachdem dieser die erstmalige Verlegung schweren US-Militärgerätes in die NATO-Staaten Osteuropas angekündigt hatte. Washington wolle vorübergehend Ausrüstung für eine Kampfbrigade, darunter Panzer und Artillerie, stationieren. Lafontaine schrieb im Juni 2015 auf Facebook: „Der US-Kriegsminister ruft die Europäer dazu auf, sich der russischen ›Aggression‹ entgegenzustellen. Dabei hätten die Europäer allen Grund, sich der Aggression der USA entgegenzustellen.“ Mit seiner den Facebook-Post abschließenden Beschimpfung „Fuck the US-Imperialism!“ bezog sich Lafontaine auf eine Äußerung der US-Europa-Diplomatin Victoria Nuland zur Ukraine-Krise, die in einem Telefonat mit dem US-Botschafter in Kiew gesagt hatte: „Fuck the EU!“ (frei übersetzt: „Die EU kann uns mal!“)
Anfang 2022 bezeichnete Lafontaine wiederholt die Befürchtungen westlicher Geheimdienste über einen Einmarsch Russlands in die Ukraine als „Kriegspropaganda“ und kritisierte in diesem Zusammenhang die Berichterstattung deutscher Medien. Man könne nur gemeinsam Sicherheit finden, „und nicht, wenn man den anderen verteufelt und seine Interessen nicht ernst nimmt“. Am 24. Februar 2022 begann der russische Angriff auf die Ukraine. Einen Monat später beklagte Lafontaine in einer ARD-Fernsehsendung  „Doppelstandards“ im Umgang mit Russland: „Wir dürfen die Doppelstandards nicht endlos weiterführen, sonst werden wir nie zum Frieden beitragen“, ergänzend erklärte er, „ich bin der Meinung, dass Putin ein Kriegsverbrecher ist. Ich bin aber auch der Meinung, dass Herr Biden ein Kriegsverbrecher ist“. Die NATO-Osterweiterung in den 1990er-Jahren bezeichnete er als Wortbruch. Kurzstreckenraketen an der Grenze zu Russland seien „Wahnsinn“. Seine Kritik an der Politik der USA im Ukraine-Krieg formulierte er auch in seinem gegen Ende 2022 erschienenen Buch „Ami, it’s time to go – Plädoyer für die Selbstbehauptung Europas“, in welchem er für eine Abkehr von den USA und für ein unabhängiges Europa plädiert. Den Beginn des Kriegs in der Ukraine sieht er in dem Buch in „dem von den USA organisierten Putsch auf dem Maidan 2014“. Das mit der Amadeu Antonio Stiftung in Verbindung stehende Medienoutlet Belltower.News warf Oskar Lafontaine in diesem Zusammenhang „waschechten Reichsbürgerjargon“ vor.
Im Februar 2023 war Lafontaine Erstunterzeichner des von Sahra Wagenknecht und Alice Schwarzer initiierten Manifest für Frieden, einer Petition gerichtet an Olaf Scholz, die zur Beendigung der militärischen Unterstützung der Ukraine im Zuge des russischen Überfalls und zu Verhandlungen aufruft. Nachdem Sahra Wagenknecht sich unter anderem auf Druck der Linkspartei genötigt sah, in Bezug auf die angekündigte Kundgebung Aufstand für Frieden, sich von einer Teilnahme von AfD-Mitgliedern zu distanzieren, übernahm Oskar Lafontaine das Wort und „hatte gesagt, bei der Demonstration seien alle willkommen, die „reinen Herzens für den Frieden“ seien“ (FAZ), bzw. „dass alle willkommen seien, die für den Frieden seien. Eine ‚Gesinnungsprüfung‘ gebe es nicht.“ (t-online)

#### Außenpolitik
Nach Kritik an der „israelischen Kriegspolitik“ und einer geforderten Neutralität hinsichtlich Israel und der Hisbollah wurde Lafontaine im Juni 2007 vom Zentralrat der Juden dafür kritisiert, eine „antisemitische Stimmung“ anzuheizen. Sein Parteikollege Gregor Gysi wendete ein, der Zentralrat der Juden verwechsele „Kritik an der israelischen Politik mit Antisemitismus“. Für Aufsehen sorgte dabei, dass Lafontaine von NPD-Generalsekretär Peter Marx gelobt wurde, der ihm außenpolitisch „lupenreine und völlig authentische NPD-Positionen“ bescheinigte, ihn als prominenten Teil der Querfront-Bewegung sah und gemeinsame Aktionen mit dem „antiimperialistischen Flügel der Linken“ für möglich hielt. Lafontaines Parteikollege Dietmar Bartsch wies diese Aussagen von Marx jedoch als „plumpen Anbiederungsversuch und durchsichtiges Manöver“ zurück und hob hervor, dass „Neonazis und Linke“ niemals zusammenarbeiten würden. Auch Dieter Graumann vom Zentralrat der Juden stellte heraus, dass „weder Lafontaine noch die Linke […] antisemitisch [sind]“ und sie nicht in einen Topf mit der NPD geworfen werden könnten, dennoch sieht er diese Überschneidungen kritisch: „Wer solche Freunde hat, sollte sich überlegen, ob er nicht etwas falsch macht.“ Ebenso kritisierte SPD-Außenpolitikexperte Karsten Voigt bei Linkspartei und insbesondere Oskar Lafontaine eine Übereinstimmung mit der NPD bei außenpolitischen Themen. Voigt verteidigte damit den ehemaligen SPD-Bundeskanzler Helmut Schmidt, der sich zuvor in einem Interview ebenfalls kritisch über Lafontaine geäußert hatte und dessen Charisma mit Populisten wie Jean-Marie Le Pen und sogar mit Adolf Hitler verglich.

#### COVID-19-Pandemie
Lafontaine kritisierte im Saarländischen Landtag Ende 2020, dass „parallel zum Impfstoff keine Tabletten gegen das Coronavirus entwickelt worden sind“. Auch übte Lafontaine Kritik an den von der Bundesregierung verhängten Maßnahmen zur Bekämpfung der COVID-19-Pandemie. Die Inzidenzwerte seien als Richtmaß für Öffnungsstrategien „nicht nachvollziehbar“, da sie durch die Anzahl der durchgeführten Tests beeinflusst sind. Er begrüßte im März 2021 den Plan der saarländischen Landesregierung, den Lockdown, der bundesweit aufgrund der hohen Fallzahlen verhängt worden war, schrittweise aufzuheben. Den SPD-Gesundheitsexperten Karl Lauterbach bezeichnete Lafontaine als „Covid-Heulboje“, der als Handlanger der Pharmaindustrie fungiere und die Delta-Variante benutzte, um „zu warnen und Schreckensszenarien in die Welt zu setzen“. Er beklagte Anfang 2022 eine Verengung des Meinungskorridors und ist der Ansicht, man dürfe die Kritik an den Corona-Maßnahmen nicht allein der AfD überlassen.
Für Kontroversen sorgte seine Behauptung Januar 2021, Biontech-Chef Uğur Şahin wolle sich nicht gegen das Coronavirus impfen lassen. Dabei bezog er sich auf ein Interview Şahins in der ARD. Dort hatte Şahin aber gesagt, er wolle sich und seine Mitarbeiter impfen lassen, sobald die „rechtlichen Grundlagen“ gegeben seien. Die Ausweitung der Impfkampagne auf Kinder und Jugendliche bezeichnete Lafontaine als „verantwortungslos, solange Langzeitfolgen nicht bekannt sind“, und als „interessensgeleitete Empfehlung der Pharmaindustrie“. Auch nach einer Impfempfehlung für Kinder und Jugendliche durch die STIKO blieb Lafontaine bei seiner ablehnenden Haltung und kritisierte in diesem Zusammenhang Werbungen für Kinderimpfungen. Er forderte Ende 2021 im Kontext der 2G-Regeln einen „Minderheitenschutz“ und „Solidarität“ mit den Menschen, die nun eine „brutale Ausgrenzung“ erführen.
Das zentrale Problem der Pandemie ist laut Lafontaine 2022 der Mangel an Pflegekräften, der wiederum durch die schlechte Bezahlung der Pflegekräfte verursacht worden sei.

#### Beiträge in der Weltwoche
Seit 2022 äußert er sich als Autor im rechtspopulistischen Schweizer Wochenmagazin Die Weltwoche kontrovers zu politischen Themen.

## Kabinette
- Kabinett Lafontaine I
- Kabinett Lafontaine II
- Kabinett Lafontaine III
- Kabinett Schröder I

## Schriften (Auswahl)
- Angst vor den Freunden. Die Atomwaffen-Strategie der Supermächte zerstört die Bündnisse. Rowohlt Verlag, Reinbek bei Hamburg 1983, ISBN 3-499-33046-6.
- Der andere Fortschritt. Verantwortung statt Verweigerung. Droemer Knaur, München 1986, ISBN 3-426-03811-0.
- Die Gesellschaft der Zukunft. Reformpolitik in einer veränderten Welt. Heyne, München 1988, ISBN 3-453-03390-6.
- Das Lied vom Teilen. Die Debatte über Arbeit und politischen Neubeginn. Heyne, München 1989, ISBN 3-453-04001-5.
- Deutsche Wahrheiten. Die nationale und die soziale Frage. Droemer Knaur, München 1990, ISBN 3-426-04849-3.
- Keine Angst vor der Globalisierung. Wohlstand und Arbeit für alle. Dietz, Bonn 1998, ISBN 3-8012-0265-8, zusammen mit Christa Müller.
- Innovationen für Deutschland. Steidl, Göttingen 1998, ISBN 3-88243-579-8, zusammen mit Gerhard Schröder (Hrsg.)
- Das Herz schlägt links. Econ, München 1999, ISBN 3-430-15947-4.
- Die Wut wächst. Politik braucht Prinzipien. Econ, München 2003, ISBN 3-548-36492-6.
- Politik für alle. Streitschrift für eine gerechtere Gesellschaft. Econ, München 2005, ISBN 3-430-15949-0.
- Ami, it’s time to go. Plädoyer für die Selbstbehauptung Europas. Westend, Frankfurt 2022, ISBN 978-3-86489-406-0.